# Dole, Kotmara vas
Dole (nemško Thal) je naselje v Občini Kotmara vas v Okraju Celovec-dežela na Koroškem v Avstriji.